# 海来阿木
海来阿木·吉布（1993年4月4日—），中国大陆彝族男歌手。

## 经历
海来阿木出生于四川省凉山彝族自治州甘洛县，为家中长子，有两个弟弟和两个妹妹。初中毕业后辍学，18岁曾只身往成都发展，租住地下室，白天在小吃店兼职，晚上在酒吧当驻场歌手，最后因身无分文回乡，在老家甘洛县当货车司机，而后结婚生子。
2013年，与妻子离婚，刚出生的女儿阿果吉曲因先天性肠梗阻早夭，使其不得不退出东方卫视选秀节目《中国梦之声》复赛，在泸沽湖边借着对亡女的思念写下了《阿果吉曲》。2014年，在家乡组建“逆时光”乐队时与第二任妻子、贝斯手陈琳相识。
2018年，因生意失败再赴成都发展，在其朋友、彝族音乐人曲比阿且帮助下，正式发行首支单曲《阿果吉曲》，在网络上小有名气。2019年，签约北京一家经纪公司。初期发展平平，2020年，创作的歌曲《点歌的人》《你的万水千山》在网络爆红，海来阿木也开始受到大众关注，活跃在各种大型晚会和音乐综艺节目。2020年11月，以“飞驰的山里王”为代号参与江苏卫视节目第五季《蒙面唱将猜猜猜》，2021年，展开其首个全国巡回演唱会。2022年，发布单曲《三生三幸》《西楼儿女》，参加《2022年中央广播电视总台中秋晚会》、音乐节目《天赐的声音》第三季、《围炉音乐会》。2024年，首次参加央视春晚，与单依纯合唱歌曲《不如见一面》，签约腾讯音乐娱乐集团旗下阔景音乐，以首发歌手参与湖南卫视音乐竞技综艺节目《歌手2024》，开展“不如见一面”巡回演唱会。
2025年，当选成都市文学艺术界联合会副主席。

## 个人演唱会
| 名称                                   | 时间           | 地点                           |
| -------------------------------------- | -------------- | ------------------------------ |
| 海来阿木“木鸣而来全国巡回演唱会”       | 2020年12月19日 | 成都东郊记忆·演艺中心          |
| 海来阿木“木鸣而来全国巡回演唱会”       | 2021年5月22日  | 洛阳新区体育馆                 |
| 海来阿木“木鸣而来全国巡回演唱会”       | 2021年8月28日  | 贵州怀仁体育馆                 |
| 与你同在·海来阿木个人演唱会            | 2023年4月22日  | 贵州怀仁体育馆                 |
| 海来阿木“爱上宜昌”演唱会               | 2023年6月10日  | 湖北宜昌市体育场               |
| 岁月如歌·海来阿木东莞个人演唱会        | 2023年7月22日  | 东莞长安体育馆                 |
| 海来阿木个人演唱会西昌站               | 2023年7月31日  | 西昌星月湖公园                 |
| 海来阿木个人演唱会毕节站               | 2023年8月26日  | 毕节大剧院广场                 |
| 海来阿木“为湛而来”个人演唱会           | 2023年9月24日  | 湛江奥林匹克体育中心体育馆     |
| “岁月如歌”海来阿木个人演唱会周口站     | 2023年11月19日 | 周口体育中心体育馆             |
| 海兰阿木“为海而来”个人演唱会           | 2023年11月24日 | 海宁体育中心体育馆             |
| “西楼儿女”海来阿木沉浸式全国巡回演唱会 | 2024年1月6日   | 昆山体育中心体育馆             |
| “西楼儿女”海来阿木沉浸式全国巡回演唱会 | 2024年1月20日  | 浙江东阳市体育中心体育馆       |
| “不如见一面”海来阿木巡回演唱会         | 2024年5月26日  | 四川省体育馆                   |
| “不如见一面”海来阿木巡回演唱会         | 2024年6月9日   | 广州亚运城综合体育馆           |
| “不如见一面”海来阿木巡回演唱会         | 2024年6月30日  | 武汉五环体育中心体育馆         |
| “不如见一面”海来阿木巡回演唱会         | 2024年7月13日  | 无锡体育中心体育馆             |
| “不如见一面”海来阿木巡回演唱会         | 2024年8月3日   | 南昌国际体育中心体育馆         |
| “不如见一面”海来阿木巡回演唱会         | 2024年8月10日  | 绍兴奥林匹克体育中心体育馆     |
| “不如见一面”海来阿木巡回演唱会         | 2024年8月17日  | 太原市滨河体育中心             |
| “不如见一面”海来阿木巡回演唱会         | 2024年8月24日  | 济南奥林匹克体育中心体育馆     |
| “不如见一面”海来阿木巡回演唱会         | 2024年8月31日  | 合肥少荃体育中心体育馆（取消） |
| “不如见一面”海来阿木巡回演唱会         | 2024年10月19日 | 昆明新亚洲体育馆               |
| “不如见一面”海来阿木巡回演唱会         | 2024年10月26日 | 西安曲江竞技中心               |
| “不如见一面”海来阿木巡回演唱会         | 2024年11月9日  | 天津奥体中心体育馆             |
| “不如见一面”海来阿木巡回演唱会         | 2024年11月30日 | 南京奥体中心体育馆             |
| “不如见一面”海来阿木巡回演唱会         | 2024年12月14日 | 苏州市体育中心体育馆           |
| “不如见一面”海来阿木巡回演唱会         | 2024年12月21日 | 澳门百老汇                     |
| “不如见一面”海来阿木巡回演唱会         | 2025年1月5日   | 重庆华熙LIVE·鱼洞·场馆         |
| “不如见一面”海来阿木巡回演唱会         | 2025年1月11日  | 福州海峡奥林匹克体育中心体育场 |
| “不如见一面”海来阿木巡回演唱会         | 2025年3月1日   | 马来西亚云顶云星剧场           |
| “不如见一面”海来阿木巡回演唱会         | 2025年4月19日  | 汕头体育中心体育馆             |
| “不如见一面”海来阿木巡回演唱会         | 2025年4月26日  | 温州瓯海奥体中心体育馆         |
| “不如见一面”海来阿木巡回演唱会         | 2025年5月17日  | 大庆市体育馆                   |
| “不如见一面”海来阿木巡回演唱会         | 2025年6月7日   | 北京华熙LIVE·五棵松·场馆       |
| “不如见一面”海来阿木巡回演唱会         | 2025年6月29日  | 常熟市体育中心体育馆           |
| “不如见一面”海来阿木巡回演唱会         | 2025年7月5日   | 青岛国信体育馆                 |
| “不如见一面”海来阿木巡回演唱会         | 2025年8月16日  | 大连体育中心体育馆             |